# نصیب‌لی
نصیب‌لی (به لاتین: Nəsibli، پیش‌تر خاخولار Xaxollar) یک منطقه مسکونی در جمهوری آذربایجان است که در شهرستان تووز واقع شده است. نصیب‌لی ۵۷ نفر جمعیت دارد.